# Гандзя
Гандзя — українська народна пісня. Відомостей про автора немає. Ймовірно, мелодію пісні написав Денис Бонковський у середині ХІХ століття. Пісні такого типу з головною героїнею Гандзею були відомі ще в XVIII ст. Пізніше мелодія пісні увійшла до складу маршу «Кавалерійська рись» Семена Чернецького (1938 р.).

## Музичні обробки
- Т. Т. Безшлях, Укр. метелики
- Є. Турула, Укр. танкові пісні.., сторінка 4
- «З укр. нар. песни», М. — Л., 1952, сторінка 2, обр. Г. Давыдовского
- «З укр. нар. пісні», М., 1954, сторінка 17, обр. А. І. Орлова
- «Стародавні укр. нар. пісні та романси, упор. Ф. Надененко», К., 1955, сторінка 47
- «Укр. нар. пісні, обр. М. Тіц», К., 1956, сторінка 8
- «Праздничный концерт, состав. К. Ольхов и О. Коловский», М., 1957, сторінка 42
- П. Батюк, 5 нар. пісень, Харків, ДВУ, б/р, сторінка 13.

## Текст
Чи є в світі молодиця,
Як та Гандзя білолиця?
Ох, скажіте, добрі люди,
Що зі мною тепер буде?
Приспів:
Гандзя душка, Гандзя любка,
Гандзя мила, як голубка.
Гандзя рибка, Гандзя птичка,
Гандзя цяця-молодичка.
Гандзю моя, Гандзю мила,
Чим ти мене напоїла?
Чи любистком, чи чарами,
Чи солодкими словами?
Важка ж моя гірка доля,
Знать, такая божа воля,
Щоб ніченьки я не спав,
За тобою пропадав!
Чи я мало сходив вітру?
Чи я мало бачив цвіту?
Чим калина найкрасніша?
Чому Гандзя наймиліша?
Як на мене щиро гляне — :: Серце моє, як цвіт в'яне,
А як стане щебетати — :: Сам не знаю, що діяти…
Де ж ти, Гандзю, вродилася
Де ж ти чарів навчилася?
Що, як глянеш ти очима, — :: Аж заплачу, як дитина!
Гандзю, серце-молодичко!
Яке ж в тебе гарне личко.
І губоньки, і оченьки,
І ніженьки, і рученьки!
Гандзю, котку, не цурайся
Та на волю божу здайся,
Пригорнись до серця мого
Та не вважай ні на кого!
Коли ж така твоя воля,
Щоб ти мене не любила,
Лучче ж мені така доля,
Щоб злюбила мя могила.